# Herbig Ae/Be ster

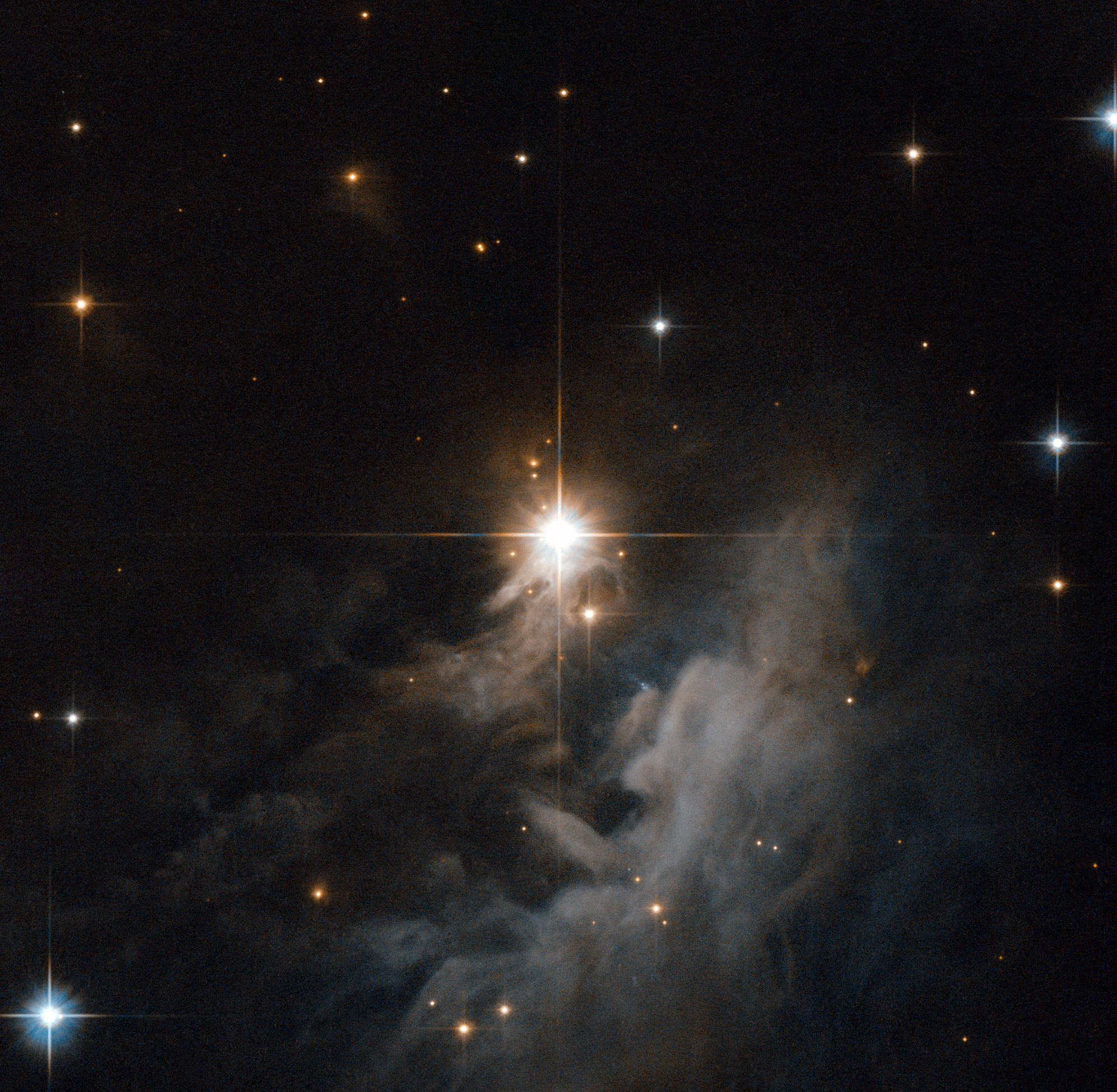
De Herbig Ae/Be ster IRAS 10082-5647

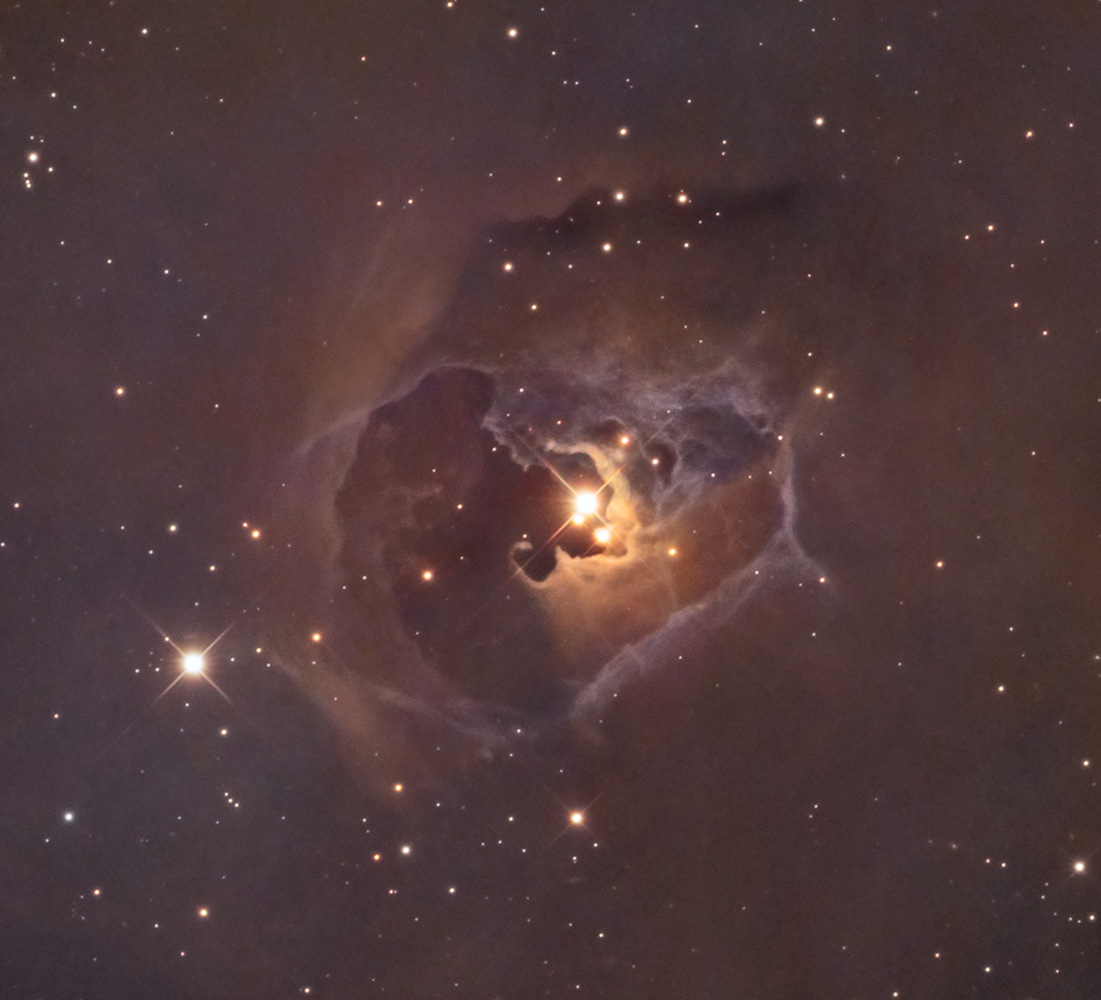
De Herbig Ae/Be ster V1025 Tauri

Een Herbig Ae/Be ster (HAeBe) is een voor-hoofdreeks ster (pre-mainsequence star) - een jonge ster met een leeftijd van minder dan 10 miljoen jaar met spectraalklasse A of B. Deze sterren zijn nog omringd door een omhulsel van gas en stof en soms door een protoplanetaire schijf. Hun spectra vertonen emissielijnen van waterstof en calcium.

## Ontdekking en eigenschappen
De sterren zijn vernoemd naar de Amerikaanse astronoom George Herbig die ze in 1960 onderscheidde van andere sterren. Herbig beschreef de volgende eigenschappen van 26 van deze sterren:
- Spectraalklasse vroeger dan F0, in tegenstelling tot T Tauri-sterren (vergelijkbare sterren van lagere massa en spectraalklasse F, G, K of M)
- Balmer emissielijnen in de spectra (net als in T Tauri-sterren).
- Hun positie aan de hemel valt binnen de grenzen van een absorptienevel (om sterren te selecteren die zich dichtbij hun geboorteplaats bevinden).
- De ster verlicht een nabije reflectienevel, wat impliceert dat de ster geassocieerd is met een stervormingsgebied.

In enkele van deze sterren waren de emissielijnen en reflectienevel reeds tientallen jaren eerder ontdekt. Later vond men ook enkele geïsoleerde sterren die niet geassocieerd zijn met een donkere wolk of nevel en de criteria werden veranderd in:
- Spectraalklasse vroeger dan F0.
- Balmer emissielijnen in de spectra.
- De aanwezigheid van een infraroodexces (vergeleken met normale sterren van dezelfde spectraalklasse) door de aanwezigheid van circumstellair stof (wat de sterren onderscheid van klassieke Be sterren waar een infraroodexces wordt veroorzaakt door remstraling.

Herbig Ae/Be sterren hebben een massa tussen 2 en 8 zonnemassa's en zijn nog in de fase van gravitationele samentrekking die de bron is van de meeste uitgestraalde energie. Een deel van deze energie is afkomstig van deuterium verbranding; de waterstof verbranding is nog niet begonnen in de kern van de ster. In het Hertzsprung-Russelldiagram bevinden deze sterren zich rechts van de hoofdreeks. Soms vertonen Herbig Ae/Be sterren significante helderheidsvariaties, die mogelijk veroorzaakt worden door clumps (protoplaneten en planetesimaals) in de circumstellaire schijf. Gedurende fasen van geringere helderheid wordt het licht van de sterren blauwer en lineair gepolariseerd doordat de clumps het licht verstrooit (vergelijkbaar met de blauwe lucht).
Sterren die meer massief zijn dan 8 M☉ worden niet waargenomen in het voor-hoofdreeksstadium omdat deze zeer snel evolueren. Als ze zichtbaar worden (wanneer het omringende gas en stof verdwenen is) is de waterstofverbranding in de kern reeds op gang en zijn het hoofdreekssterren.